# Baetis Chasma
Baetis Chasma és una estructura geològica del tipus chasma a la superfície de Mart, situada amb el sistema de coordenades planetocèntriques a -3.68 ° de latitud N i 295.59 ° de longitud E. Fa 92.21 km de diàmetre. El nom va ser fet oficial per la UAI l'any 1985 i pren el nom d'una característica d'albedo localitzada a 5 ° de latitud S i 60 ° de longitud O.